# 茹此精彩13首 (台灣版)
《茹此精彩13首（台灣版）》是許茹芸的首張精選輯，於1997年11月17日發行。由於早先於香港發行的《茹此精彩13首（香港版）》銷售開出紅盤，因此上華唱片特地推出專輯的台灣版本。不過曲目略有調整，並增加了二首新歌（一首國語、一首粵語）。

## 專輯文案
同一部電影在戲院反覆播映，這一季最賣座的精彩戲，

全是你。

## 曲目
1、愛情電影 feat.熊天平（新歌）
曲：黃怡；詞：許常德；編曲：屠穎；製作人：袁惟仁
2、日光機場
曲：郭子；詞：許常德；編曲：惠元；製作人：劉天健/徐德昌
3、如果雲知道
曲：季忠平；詞：季忠平/許常德；編曲：屠穎；製作人：劉天健/徐德昌
4、淚海
曲：季忠平；詞：季忠平/許常德；編曲：陳進興；製作人：陳進興
5、愛在黑夜
曲：劉天健；詞：許常德；編曲：王豫民；製作人：劉天健/徐德昌
6、看透
曲：張洪量；詞：張洪量；編曲：鮑比達；製作人：Peter Wong
7、破曉
曲：郭子；詞：許常德；編曲：王豫民；製作人：劉天健/徐德昌
8、半首歌
曲：袁惟仁；詞：袁惟仁；編曲：江建民；製作人：袁惟仁
9、突然想愛你
曲：許茹芸；詞：許茹芸；編曲：陳飛午；製作人：劉天健/袁惟仁
10、獨角戲
曲：季忠平；詞：許常德；編曲：涂惠元/徐德昌；製作人：劉天健/徐德昌
11、後來你好嗎
曲：黃國倫；詞：易家揚；編曲：錢幽蘭；製作人：黃國倫
12、執著
曲：梁偉豐；詞：唐玉璇；編曲：江建民；製作人：Peter Wong
13、哭牆（粵語新歌）
曲：李偉菘；詞：林夕；編曲：黃銘源；製作人：李偉菘

## 音樂錄影帶
1、愛情電影（首波主打）

導演：林錦和

2、哭牆（第二波主打）